# Colonia Agrícola Bella Vista
Colonia Agrícola Bella Vista är en ort i Mexiko.   Den ligger i kommunen Tlachichuca och delstaten Puebla, i den sydöstra delen av landet, 180 km öster om huvudstaden Mexico City. Colonia Agrícola Bella Vista ligger 2 463 meter över havet och antalet invånare är 116.
Terrängen runt Colonia Agrícola Bella Vista är varierad. Runt Colonia Agrícola Bella Vista är det ganska tätbefolkat, med 60 invånare per kvadratkilometer. Närmaste större samhälle är Tlanalapan, 15,0 km öster om Colonia Agrícola Bella Vista. Trakten runt Colonia Agrícola Bella Vista består till största delen av jordbruksmark.